# Paradise (Kansas)
Paradise és una població dels Estats Units a l'estat de Kansas. Segons el cens del 2000 tenia 64 habitants.

## Demografia
Segons el cens del 2000, Paradise tenia 64 habitants, 28 habitatges, i 16 famílies. La densitat de població era de 98,8 habitants/km².
Dels 28 habitatges en un 35,7% hi vivien nens de menys de 18 anys, en un 53,6% hi vivien parelles casades, en un 7,1% dones solteres, i en un 39,3% no eren unitats familiars. En el 39,3% dels habitatges hi vivien persones soles el 21,4% de les quals corresponia a persones de 65 anys o més que vivien soles. El nombre mitjà de persones vivint en cada habitatge era de 2,29 i el nombre mitjà de persones que vivien en cada família era de 3,12.
Per edats la població es repartia de la següent manera: un 26,6% tenia menys de 18 anys, un 7,8% entre 18 i 24, un 25% entre 25 i 44, un 21,9% de 45 a 60 i un 18,8% 65 anys o més.
L'edat mediana era de 42 anys. Per cada 100 dones de 18 o més anys hi havia 88 homes.
La renda mediana per habitatge era de 28.333 $ i la renda mediana per família de 34.375 $. Els homes tenien una renda mediana de 26.563 $ mentre que les dones 11.250 $. La renda per capita de la població era de 15.253 $. Entorn del 23,1% de les famílies i el 14,3% de la població estaven per davall del llindar de pobresa.

## Poblacions més properes
El següent diagrama mostra les poblacions més properes.